# بوریس ماکوجف
بوریس آچساربیکوویچ ماکوجف (به روسی: Борис Ахсарбекович Макоев، آوانگاری: متولد ۲۲ ژانویهٔ ۱۹۹۳) کشتی‌گیر آزادکار روسی الاصل تیم ملی اسلوواکی است.
از افتخارات وی می‌توان به کسب مدال نقره مسابقات قهرمانی کشتی جهان ۲۰۱۷ و مدال برنز مسابقات قهرمانی کشتی جهان ۲۰۲۲ اشاره کرد. وی سابقه حضور در المپیک ۲۰۲۰ توکیو را دارد.

## فعالیت حرفه‌ای

### مسابقات قهرمانی کشتی جهان ۲۰۱۷
ماکوجف در وزن ۸۶ کیلوگرم کشتی آزاد مسابقات قهرمانی کشتی جهان ۲۰۱۷ پاریس حاضر بود که رشید اوریبی از مراکش، میهایل گانف از بلغارستان، یوریسکی توربلانسه از کوبا و جایدن کوکس از آمریکا را شکست داد و به فینال رسید. وی در دیدار نهایی از حسن یزدانی کشتی‌گیر ایرانی شکست خورد و به مدال نقره بسنده کرد.

### قهرمانی کشتی جهان ۲۰۲۲
ماکوجف در وزن ۸۶ کیلوگرم کشتی آزاد قهرمانی کشتی جهان ۲۰۲۲ بلگراد شرکت کرد، او در مسابقه های اول تا سوم الکس مور از کانادا، بنجامین گریل از اتریش و تارزان مایسورادزه از گرجستان را شکست داد اما در نیمه نهایی به حسن یزدانی از ایران باخت و به دیدار رده‌بندی رفت. وی در دیدار رده‌بندی سباستین جزیرزانسکی از لهستان را شکست داد و مدال برنز را بدست آورد.